# Meductic
Meductic é uma pequena vila localizada ao longo do rio Saint John, no sul de Nova Brunswick, Canadá.